# Castelo (Taboada)
Castelo (llamada oficialmente Santa María de Castelo) es una parroquia y una aldea española del municipio de Taboada, en la provincia de Lugo, Galicia.

## Organización territorial
La parroquia está formada por siete entidades de población:

### Entidades de población
Entidades de población que forman parte de la parroquia:
- Castelo
- Covas
- Faquiós
- Frameán
- Ider
- Igrexa (Airexe)

### Despoblado
Despoblado que forma parte de la parroquia:
- Perrelos

## Demografía

### Parroquia
| Gráfica de evolución demográfica de Castelo (parroquia) entre 2000 y 2021 |
|                                                                           |
| Datos según el nomenclátor publicado por el INE.                          |

### Aldea
| Gráfica de evolución demográfica de Castelo (aldea) entre 2000 y 2021 |
|                                                                       |
| Datos según el nomenclátor publicado por el INE.                      |